# HD 169236
HD 169236，又名CD-3612589，SAO 210119、HR 6889，是一颗恒星，视星等为6.15，位于銀經357.83，銀緯-10.73，其B1900.0坐标为赤經18h 18m 37.8s，赤緯-36° -10.73′ 44″。